# Anima mundi

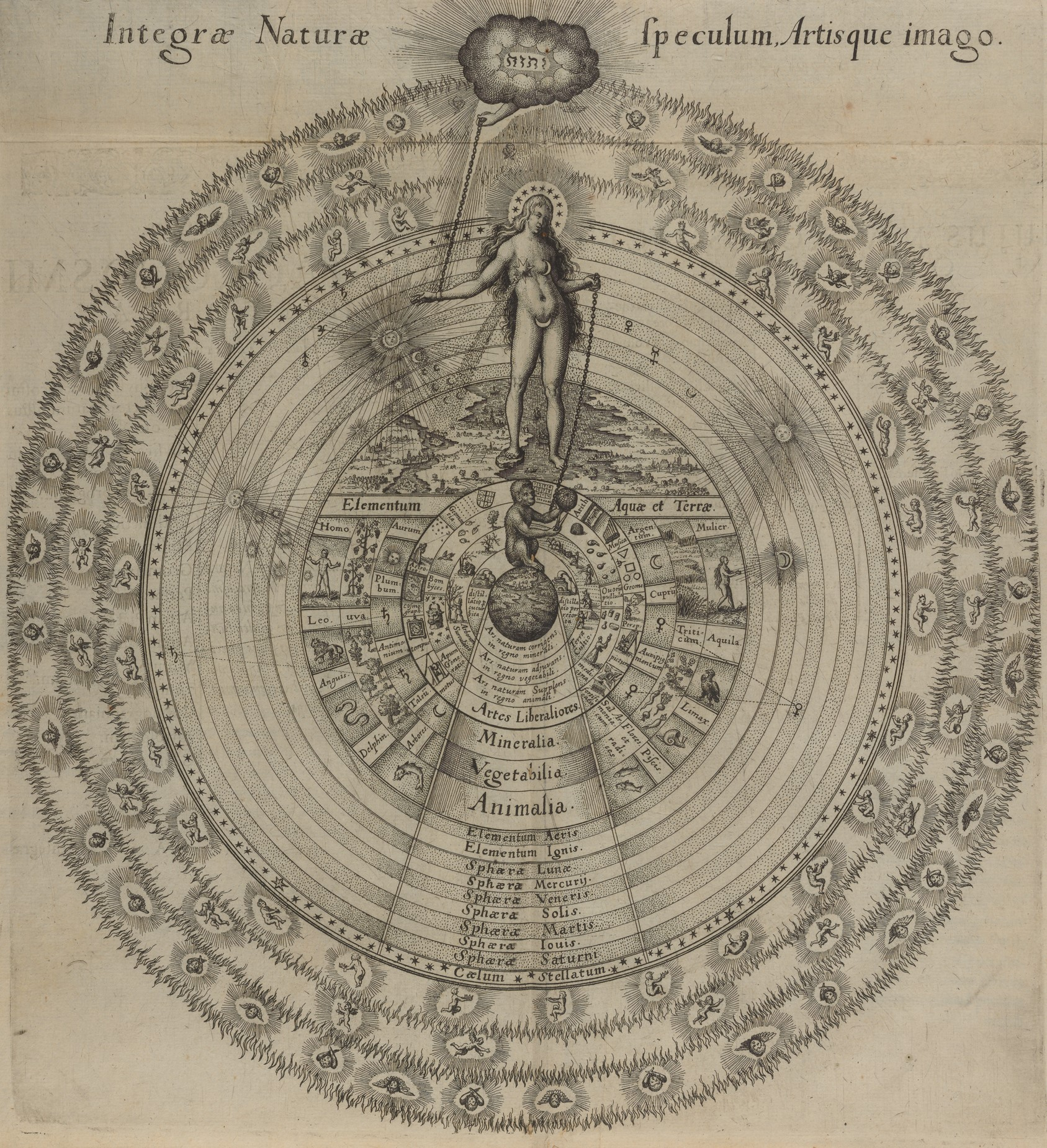
El Alma del mundo (Anima mundi) y la escala de las jerarquías del cosmos. Ilustración de Robert Fludd (1617)

El alma del mundo (en latín: anima mundi; en griego antiguo: ψυχή τοῦ παντός psychḗ tou pantós) es un concepto cosmológico de un alma compartida o fuerza rectora del universo a través de la cual el pensamiento divino puede manifestarse en leyes que afectan la materia, o incluso, la hipótesis de una fuerza inmaterial, inseparable de la materia, pero que le proporciona forma y movimiento. Dicho de otro modo, hace alusión a la vitalidad de la naturaleza en su totalidad, asimilada a un solo organismo vivo. El término fue acuñado por Platón en las obras República, Timeo (34 b 3-37 c 5) y en el libro X de Leyes (896 d 10-898 c 8). Una doctrina no explícitamente respaldada por Aristóteles —excepto por las implicaciones de su teoría del intelecto agente descrita en De Anima— recibió un énfasis filosófico considerable por parte de las escuelas estoica y neoplatónica, quienes esencialmente modificaron su concepto de acuerdo con sus respectivas instituciones.

## Orígenes
La historia de la tesis del anima mundi se remonta a los presocráticos y estuvo presente en las filosofías de Platón, Plotino, Plutarco, Virgilio, Cicerón y otros. siendo considerada tan antigua como la propia filosofía occidental. La Escuela de Alejandría se adhirió a las opiniones de Platón y reconoció la Inteligencia y la Divinidad como superiores al alma del mundo, que en el sistema de los estoicos usurpa el lugar de Dios mismo e incluso su nombre; los estoicos consideraban el anima mundi el principio fundamental de vida y única fuerza vital, por lo que el alma no tendría individualidad separada de ella, razón por la cual tampoco produjeron una doctrina de la inmortalidad.

## En Occidente

### Antigüedad
Considerado por Platón como el principio del cosmos y fuente de todas las almas individuales, el término también aparece en Leyes donde Platón examina la hipotética posibilidad de que el alma del mundo pueda producir el mal, o incluso que existan dos almas del mundo, una que produce el bien y la otra que produce el mal —el alma buena, ordenaría los movimientos celestes que por eso se describen matemáticamente, mientras que el alma del mundo malvada sólo podría producir caos, por lo tanto, el alma del mundo que gestiona todo el universo es por naturaleza benévola—. En Político, sugiere que el universo sufre una alternancia de orden y desorden; cuando el alma del mundo está bajo la influencia directa de Dios, es decir, del Nous, es buena, mientras que se vuelve mala a medida que se aleja. En cualquier caso, Platón afirma categóricamente que el alma es la causa de todo bien y mal en el mundo fenoménico.
La definición de Platón sobre la génesis del alma del mundo es que el demiurgo sitúa esta alma junto, esencialmente, al Ser o Sustancia (en griego antiguo: oὐσία ousia), lo Igual y lo Diferente, mediante un proceso de dos etapas: primero se prepara el Ser a partir de la mezcla de los tipos de sustancias Indivisibles y Divisibles, a partir del resultado de esta composición, Dios forma luego dos círculos, uno que pertenece a lo Igual y el otro a lo Diferente. La sustancia material del mundo se coloca posteriormente dentro de los dos círculos para que penetren y cubran el mundo desde fuera. El alma del mundo es entonces todo lo que está dentro del mundo, pero al mismo tiempo entrelazado con él. Aun así, sigue siendo cronológica y jerárquicamente superior, autosuficiente y en principio autoidéntica. El alma del mundo comienza entonces una vida incesante y racional o inteligente moviéndose inicialmente en armonía y por su propia fuerza. El alma del mundo de Platón posee no sólo facultades sensitivas vegetativas, sino también capacidad racional, siendo así una de las cosas más excelentes que existen y que es mutable. El alma humana no se desprende del alma del mundo, como si fuera parte de ella o una emanación; ambas tienen los mismos ingredientes, pero en porciones más pequeñas y tienen en común el hecho de haber sido creadas por el demiurgo, y ambas son el principio del movimiento y de la vida.
Plotino define el alma del mundo como la tercera hipóstasis que procede de la potencia creadora; contemplando al Uno, el nous genera el alma del mundo, la cual, contemplando el nous, se multiplica en todos los seres particulares del mundo sensible, sin dividirse. Junto al alma del mundo están las almas individuales. En el alma están las matrices de todos los seres, de ella provienen las almas y todas las formas de los seres sensibles, desde la planta hasta el hombre, constituyendo todo en armonía y belleza. Al igual que los estoicos, Plotino profesa que todo forma una armonía universal.
Plutarco defendió la hipótesis de dos almas en el mundo, una organizada y buena y otra irracional y mala, para explicar el movimiento desordenado que agita la khóra antes de la intervención de la razón demiúrgica y que persiste incluso después.

### Edad Media

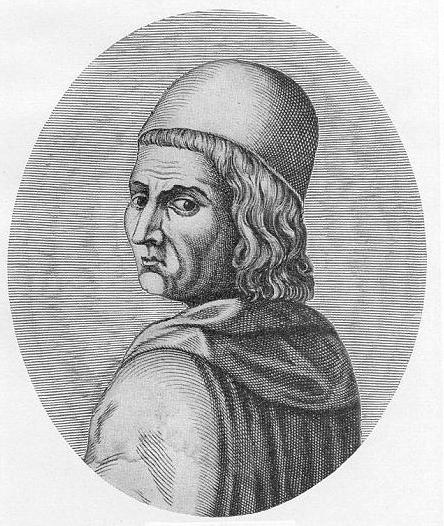
Ficino discutió la distinción entre el alma del mundo y un posible «pneuma del alma del mundo».Grabado de Boulonois, 1911.

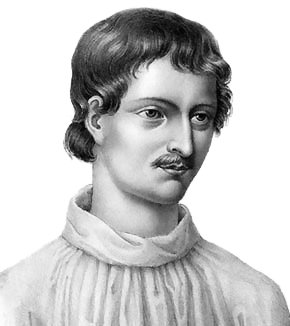
Giordano Bruno definió funciones específicas para el alma del mundo como proporcionar vida vegetativa, las capacidades sensibles, así como belleza y el mundo como un todo.
Ilustración extraída de un grabado de la obra Livre du recteur (1578)

Thomas Berry enumeró a los pensadores que mantuvieron viva la noción de anima mundi: Ficino, Pico della Mirandola y Giordano Bruno en sus enseñanzas herméticas, los platónicos de Cambridge, los vitalistas alemanes Angelus Silesius, Goethe y Schelling y aquellos a quienes influenciaron, incluido Bergson, y a través de él Vladímir Vernadski y Teilhard de Chardin.
Ficino discutió la distinción entre el alma del mundo y un posible «pneuma del alma del mundo», considerado como un vínculo entre la materia y su imaginación. Para Ficino, el alma del mundo posee muchas «razones seminales», al igual que las ideas de la mente divina. La materia tiene sus formas a partir de estas razones del alma y cuando la materia se degrada se puede recrear a través de «semillas del alma», cuyo proceso se puede lograr mediante formas materiales donde se han almacenado los dones del alma del mundo.En  su libro De vita libri tres, dice:
«Además, el alma del mundo posee el poder divino precisamente como muchas razones seminales de las cosas, como ideas de la mente divina. Por estas razones seminales, crea materialmente el mismo número de especies. Por eso cada especie corresponde por su razón seminal a su idea, y a través de esta razón puede recibir fácilmente algo de esta idea, siempre y cuando haya sido realmente creada por la razón de la idea. Por eso, si en algún momento la especie degenera de su forma propia, puede formarse de nuevo a través de la razón como su intermediario cercano y a través de la idea como intermediaria para luego reformarse a sí misma».
Por otra parte, Giordano Bruno definió funciones específicas para el alma del mundo como proporcionar vida vegetativa, las capacidades sensibles, así como belleza y el mundo como un todo:
«Si, entonces, el espíritu, la vida se encuentran en todas las cosas y llenan toda la materia en diversos grados, entonces son el acto real y la forma real de todas las cosas. Por lo tanto, el alma del mundo es el principio constitutivo formal del universo, y de todo lo que el universo incluye; quiero decir, si la vida se encuentra en todas las cosas, entonces el alma es la forma de todas las cosas; es lo que controla la materia en todos los aspectos y predomina en los compuestos, opera la composición y la consistencia de las partes».

— Giordano Bruno, De la causa, principio e uno, diálogos II y III; De l’infinito universo e mondi, 1584, diálogo I.
Bruno otorga un papel destacado al alma del mundo al explicar los principios y la causa del mundo en una posición cercana al panteísmo naturalista del estoicismo.
Agustín de Hipona menciona el concepto de anima mundi en muchas de sus obras como De immotalitate animae, 15, 24; De quantitate animae, 32, 69; De orden II, 11, 30; De vera religión 18; Retracciones I, 11.4; De Genesi ad litteram, liber imperfectus 4.17; De consensu evangelistarum I, 23, 35 y Retractiones I, 11, 14.
Tomás de Aquino refutó el concepto de un alma mundial cuando criticó la aceptación del mismo por parte de Agustín de Hipona en su Suma teológica I:
«Algunos dicen que Dios es el alma del mundo, como dice Agustín en La Ciudad de Dios, y esto es lo que dicen algunos, que Dios es el alma del primer cielo. (...) Pero todo esto es falso, porque no es posible que Dios esté de alguna manera en la composición de algo, ni como principio formal ni como principio material».

### Edad Moderna
La hipótesis del anima mundi no fue aceptada por los filósofos escolásticos pero reapareció bajo el nombre de Archeus en el sistema de Paracelso, o quintessentia para Heinrich Cornelius Agrippa von Nettesheim y Van Helmont, mientras que Henry More reconoció un principium hylarchicum. El platónico de Cambridge Ralph Cudworth acuñó el término «naturaleza plástica», un agente universal que considera que los fenómenos físicos son la causa de todas las formas de organización y el origen de todos los movimientos de la materia; aun así, según Cudworth, la naturaleza plástica es distinta de Dios, siendo un «instrumento subordinado».
El concepto de anima mundi resurgió nuevamente durante el Romanticismo, en Alemania. En particular, Schelling adoptó el término «alma del mundo» e incluso lo convirtió en el tema de su libro Sobre el alma del mundo (1798; en alemán: Von der Weltseele: eine Hypothese der höhern Physik zur Erklärung des allgemeinen Organismus). Sin embargo, el término se usó sólo como metáfora de un principio organizador donde la naturaleza orgánica e inorgánica se conectan continuamente y así se aglutina toda la naturaleza en un organismo general.
Para Schelling, la naturaleza es una «inteligencia dormida», un «espíritu potencial». La naturaleza no podría evolucionar hacia el hombre si no tuviera ya el espíritu divino dentro de sí misma. Los organismos inferiores son sólo limitaciones o aspectos menores del único organismo universal que encuentra plena realización en el ser humano. En efecto, el alma del mundo (Weltseele) sólo llega a ser plenamente consciente de sí en el hombre, que representa así la cumbre, el punto de paso de la naturaleza hacia Dios, que se refleja en ella. En la naturaleza existe por tanto un evolucionismo, una intencionalidad finalista, que se concreta en organismos cada vez más complejos a partir de un principio simple y absolutamente unitario.
Hegel trata el alma natural como el anima mundi: un alma universal que está dividida como las almas individuales de los seres vivos; Hegel se refiere al alma como «una totalidad inmediata e inconsciente», como «un sueño del espíritu». La teoría de Hegel sobre el alma natural es una consecuencia directa de su tratamiento de la Tierra como un organismo vivo. Para desconocer la existencia de un alma en el mundo, Hegel justifica que «como el individuo terrestre es un todo como sin actividad y la actividad terrestre es una actividad que no es la del todo, no es posible hablar, a este nivel del organismo geológico, de la presencia de una totalidad tomada en sus exterioridades a sí misma, de la subjetividad inmanente a una estructura. No hay alma en el mundo».
Incluso Schopenhauer, sin darse cuenta, utilizó el mismo concepto neoplatónico de anima mundi. Para él, de hecho, las almas individuales de los sujetos son la expresión de una única Voluntad de vivir, que sin embargo actúa de manera inconsciente y sólo en el hombre puede volverse autoconsciente. Mientras que aparentemente el ego individual está separado de los demás y, por lo tanto, es impulsado a acciones egoístas, bajo el velo de maya las almas están en realidad todas unidas para formar una gran Alma.
En Bergson (filósofo de principios del XX), el vitalismo se contrastaba con el mecanicismo. De hecho, Bergson vuelve a afirmar que la vida biológica, como la consciencia, no es un simple agregado de elementos compuestos, quizás reproducibles artificialmente. La vida, en cambio, es una creación continua e incesante que surge de un principio absolutamente simple, que no puede volverse a ejecutar deliberadamente, ni componerse a partir de otra cosa.
También en el siglo XX, el concepto de alma del mundo puede encontrarse en el d'annunzianismo, donde prevalece el anhelo de unión pánica con el universo a través de la búsqueda estética y sensual de la belleza. William Butler Yeats habla de ella en su An Autobiography como una «visión», es decir, un «recuerdo independiente de los recuerdos encarnados en los individuos». Resurgió nuevamente en Carl Gustav Jung, en la noción de lo inconsciente colectivo. Posteriormente, se encuentra en ciertos aspectos del fenómeno New Age.

## En el judaísmo
En la tradición judía, especialmente en la Cábala, donde existen muchas  concepciones similares a las filosóficas, Jaim Luzzatto fue uno de los que se han referido al anima mundi, en su texto Derech haShem, ilustrando la teoría del complejo de perfeccionamiento que alcanzan las almas después de la muerte, ya liberadas del cuerpo: en esta condición, el alma se adhiere con mayor perfección a Dios, alcanzando la espiritualidad más pura, simple y verdadera sin los límites de la corporalidad y la materialidad.
Jaim Luzzatto alude con esto al Gan Eden, también conocido como el mundo futuro, el equivalente mesiánico al anima mundi, o más generalmente al más allá. Sin embargo, precisando que el hombre debe perfeccionarse ya en este mundo, aunque con vistas al mundo espiritual venidero, menciona la concepción profética de la resurrección de los muertos en la era mesiánica, cuando el alma y el cuerpo experimentarán esta perfección de forma clara y espontánea; esto se aplicará especialmente a los tzadikim.

## En las religiones orientales
Paralelamente a las formas en que se presentó en Occidente, el concepto de alma del mundo también se desarrolló de manera similar en Oriente, entre las religiones asiáticas como el hinduismo, el budismo y el taoísmo, donde prevalece de manera similar la idea de que el universo está animado por una fuerza compacta y unitaria: para el hinduismo y las escuelas ortodoxas de la filosofía india es el Atman, principio del yo individual e interno, indisolublemente unido a Brahman, el principio del mundo exterior. En China es el Tao, la actividad unificadora del dualismo cósmico yin y yang en el que él mismo se polariza, articulándose según una visión armoniosa y orgánica del universo.
Según el budismo, en particular, el ego que separa las almas individuales (Atman) es en realidad ilusorio; pero realmente no se habla de un reencuentro con el Alma cósmica (íshvara), sino de un anulamiento de esta ilusión en el nirvana comparable al éxtasis.